# Di questo parlo io
Di questo parlo io è il terzo album in studio della cantante italiana Ilaria Porceddu, pubblicato nel 2017.
Il disco è stato anticipato dal singolo Sas Arvures, utilizzato come colonna sonora per il cortometraggio Per Anna, di Andrea Zuliani, da cui è stato tratto anche un videoclip.
L'album contiene inoltre un duetto con Max Gazzè nel brano Tu non hai capito.

## Tracce
1. Sas arvures – 4:03
2. Eva si fa fare – 3:45
3. Di questo parlo io – 3:07
4. Tu non hai capito (ft Max Gazzè) – 3:49
5. Tabula rasa – 3:05
6. Sette cose – 4:11
7. Lisa – 3:35
8. C'est l'amour – 2:56
9. Lu cor'aggiu – 3:24